# Villa Aldegonda
Villa Aldegonda was een fin de siècle villa in de Nederlandse stad Maastricht, gelegen aan de Scharnerweg (destijds Bergerstraat) in de wijk Maastricht-Oost. De villa maakte deel uit van een groot landgoed met tal van opstallen. Zij werd tussen 1897 en 1918 bewoond door leden en aanverwanten van de familie Regout. Na een brand in 1987 werden de laatste restanten omstreeks 2003 gesloopt en verrees op het terrein een nieuwbouwcomplex.

## Geschiedenis
De villa is genoemd naar Maria Aldegonda ("Gonneke") Hoeberechts (1798-1878), de echtgenote van de Maastrichtse industrieel Petrus I (Pie) Regout (1801-1878), de grondlegger van de kristal-, glas- en aardewerkindustrie in die stad. Hun vierde zoon Eugène Regout (1831-1908) was eveneens een succesvol ondernemer. Hij was decennialang de drijvende kracht achter de Maastrichtsche Spijker- en Draadnagelfabriek v/h Thomas Regout & Co. In 1880 betrok hij met zijn gezin de kapitale Villa Wyckerveld, gebouwd in de as van de Percée. Hij was het ook die in 1896 het landgoed aan de Scharnerweg kocht en een jaar later het huis liet aanpassen aan de smaak van die tijd. Het huis lag aan de noordzijde van de Scharnerweg, destijds in de gemeente Amby, op de grens van Heer. Aan de Scharnerweg was eind 19e eeuw een lintbebouwing ontstaan van herenhuizen en villa's, afgewisseld met enkele boerenhoeves. Op een gemeenteplattegrond van Amby uit 1866 is het huis al ingetekend.
Eugène Regout heeft dit pand nooit zelf bewoond, maar wel een of meer van zijn kinderen, met zekerheid zijn dochter Maria en haar man Theodoor Jansen, die in 1896 getrouwd waren, en waarschijnlijk later ook zijn zoon Eugène jr., beiden met hun gezinnen. Zowel Theodoor Jansen als Eugène jr. zouden later toetreden tot de directie van de Maastrichtsche Spijker- en Draadnagelfabriek. Eugène sr. overleed in 1908, maar reeds in 1907 hadden de erven Regout-Regout (hijzelf en zijn kinderen die in 1906 respectievelijk een echtgenote en een stiefmoeder en moeder hadden verloren), het landgoed met alle aanhorigheden te koop gezet. Zolang het pand niet verkocht was en daarna, toen het in de periode 1908-1918 werd verhuurd, bewoonden aangetrouwde familie en anderen het huis of een deel ervan.
In 1918 werd het pand gekocht door de hotelhouder Marie Jean Hubert (Jules) Beckers, in wiens familie het pand ten minste zou blijven tot 1967. Wel veranderde de bestemming. In 1937 was er de houthandel van F. Gilissen gevestigd. In 1968 werd het pand gebruikt door de architectengroep HBO en in 1980 het bedrijf Pie Data.
Villa Aldegonda bestond uit een ruim woonhuis op een bijna 3 hectare groot terrein met een pachterswoning, een koetshuis, schuren, landerijen, een moestuin en een boomgaard. In het voorjaar van 1940 werd op Scharnerweg ter hoogte van de villa een aspergeversperring aangelegd, in de ijdele hoop de Duitse invasie te kunnen vertragen; de Duitse tanks zouden er eenvoudig omheen rijden.
In de tuin van het naast de villa gelegen pand Bergerstraat 160 bevond zich in de jaren 1960 een vermoedelijk 18e-eeuws tuinbeeld, dat mogelijk afkomstig was uit de tuin van Villa Aldegonda. Het beeld stelde de Romeinse god Mars voor en was geplaatst op een sokkel in Lodewijk XV-stijl. De huidige verblijfplaats van het beeld, dat vanaf 1967 bescherming genoot als rijksmonument, is onbekend. Anno 2020 staat het beeld niet langer op de monumentenlijst.
In februari 1987 brandde de villa deels af. In juni 1991 woedde opnieuw brand in het inmiddels leegstaande gebouw. Het duurde nog jaren voordat de ruïne van het woonhuis en het grote koetshuis in de tuin werden afgebroken. Een poging om het sterk vervallen koetshuis te redden mislukte. De geornamenteerde vensterkappen van de villa werden hergebruikt bij de renovatie van een villa op de hoek van de Spoorweglaan en de Bourgognestraat in Wyck. In 2005 werden op het terrein door Woningstichting Maasvallei 21 koopappartementen gerealiseerd in twee appartementengebouwen, met een ondergrondse parkeergarage. Het plantsoen tussen de woongebouwen (boven de garage) heet sindsdien Aldegondaplantsoen. Achter de woningen loopt het Aldegondapad.

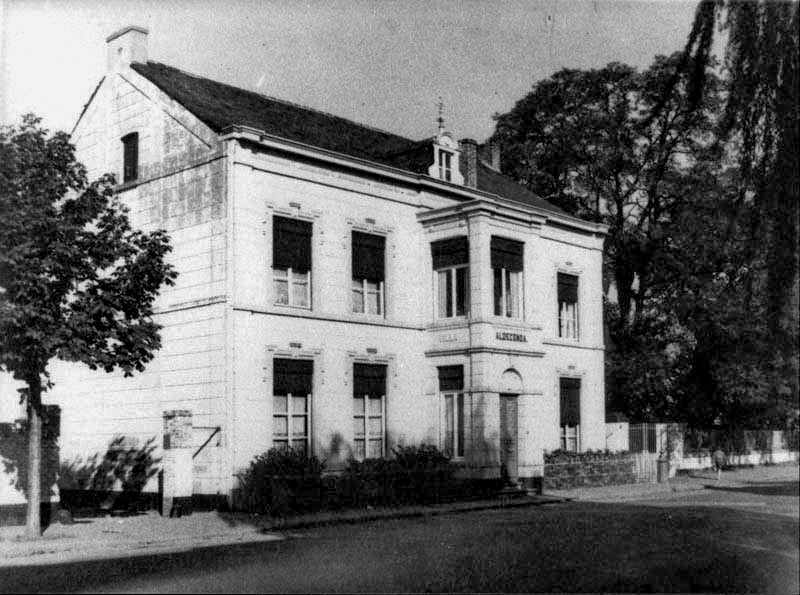
De villa in 1935
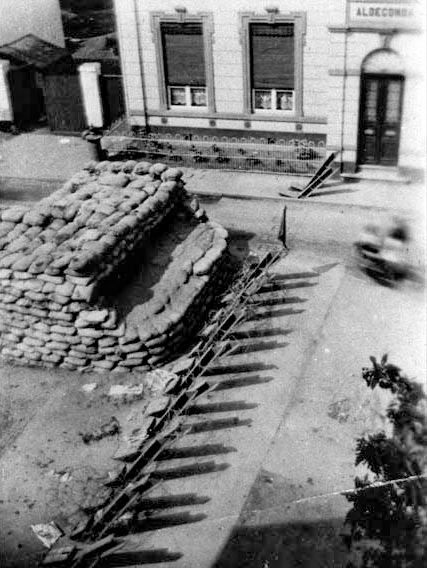
Aspergeversperring, mei 1940
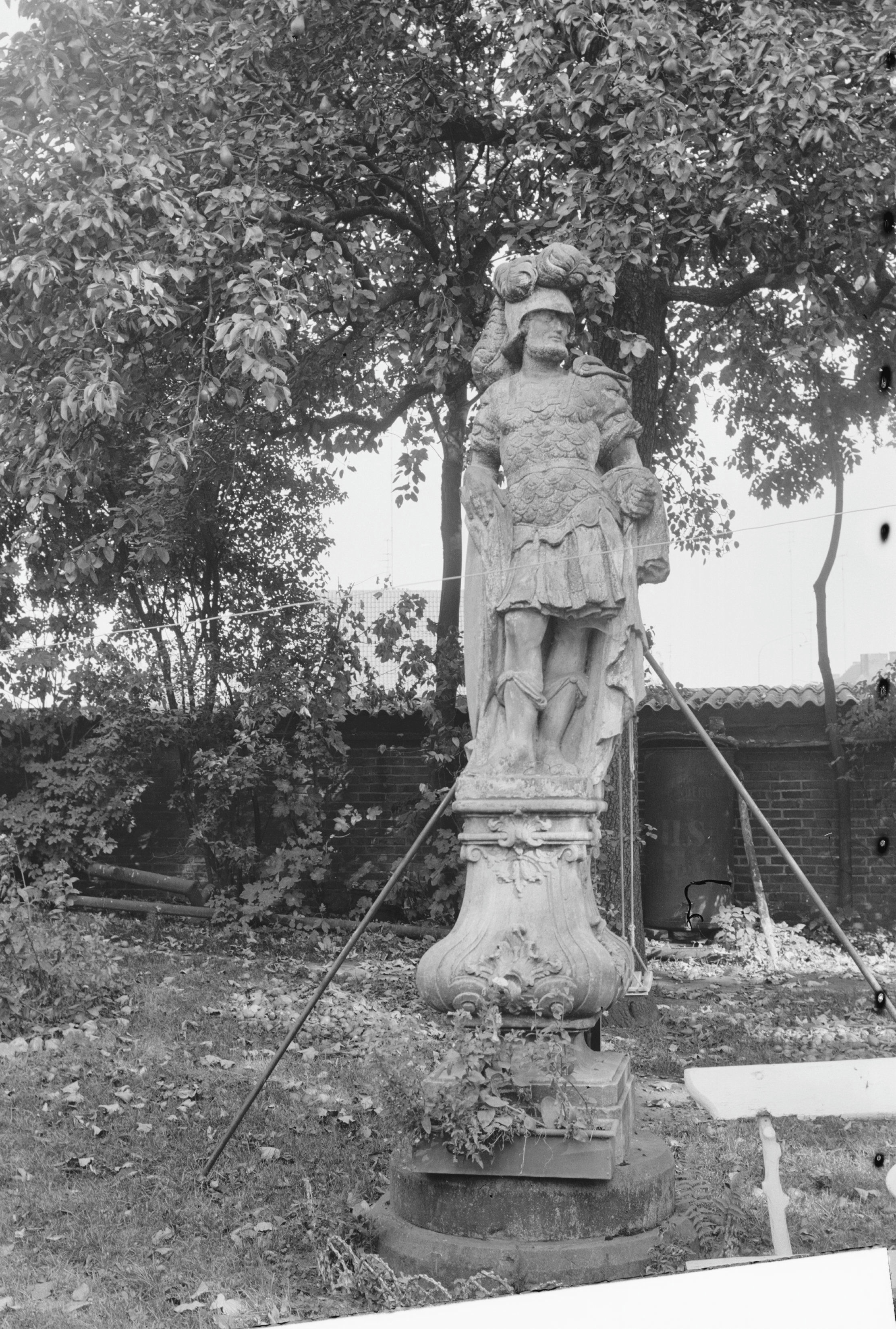
Monumentaal tuinbeeld, 1962
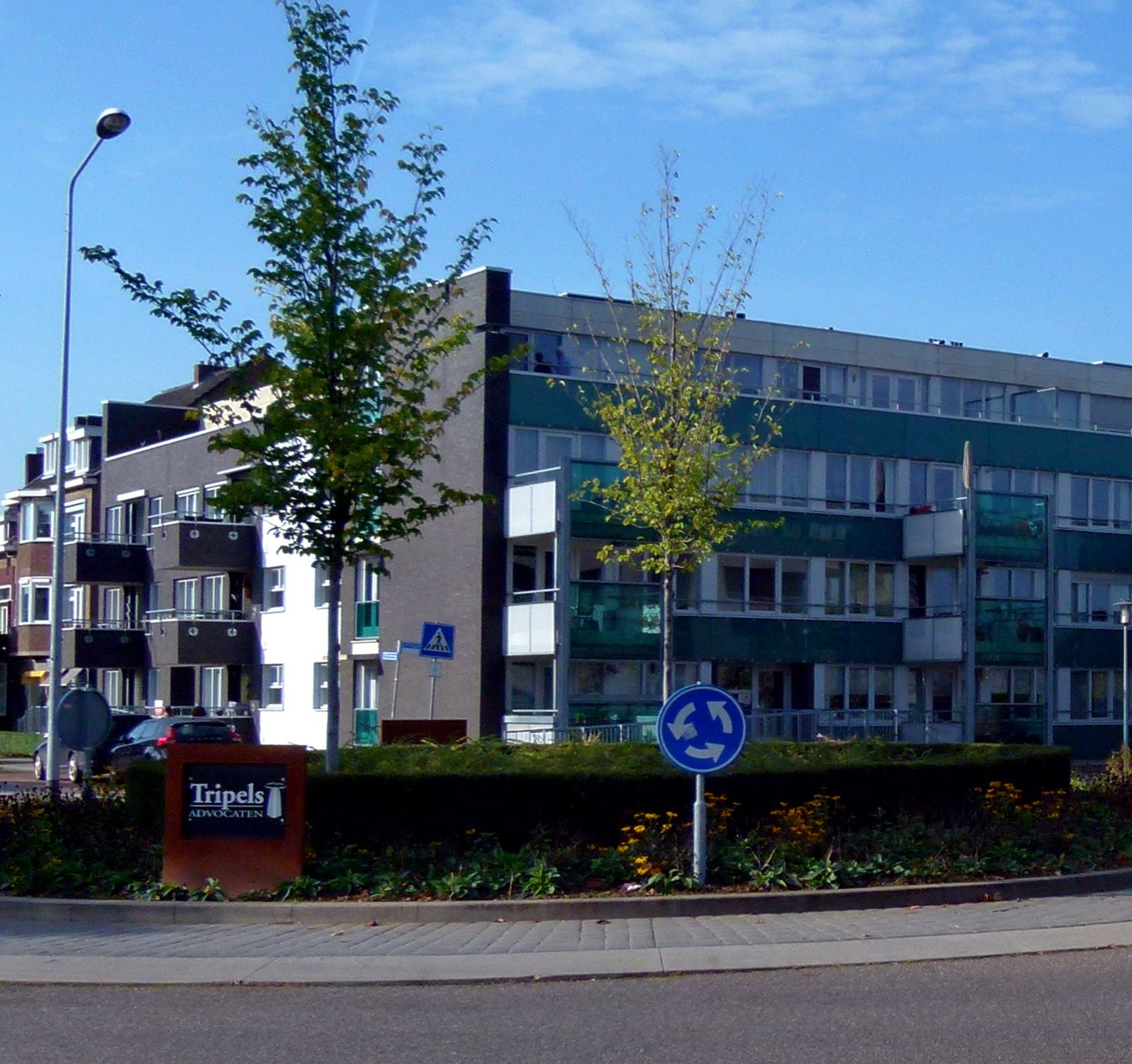
Nieuwbouw uit 2005